# بير ثيودور هاوغن
بير ثيودور هاوغن (بالنرويجية البوكمول: Per Theodor Haugen)‏ هو ممثل نرويجي، ولد في 8 أكتوبر 1932 في كونغسبرغ في النرويج، وتوفي في 14 أكتوبر 2018 في أوسلو في النرويج.

## وصلات خارجية
- بير ثيودور هاوغن على موقع IMDb (الإنجليزية)
- بير ثيودور هاوغن على موقع ألو سيني (الفرنسية)
- بير ثيودور هاوغن على موقع قاعدة بيانات الأفلام السويدية (السويدية)
- بير ثيودور هاوغن على موقع قاعدة بيانات الفيلم (الإنجليزية)
- بير ثيودور هاوغن على موقع كينوبويسك (الروسية)